# أرب 187
Arp 187 هيَ مجرة راديوية تَقع في كوكبة النهر. تتفاعل مع زوج مجرات (MCG-02-13-040).

## وصلات خارجية
- أرب 187 على موقع ويكي سكاي: DSS2, SDSS, GALEX, IRAS, Hydrogen α, X-Ray, Astrophoto, Sky Map, Articles and images